# Neil Taylor (piłkarz)
Neil John Taylor (ur. 7 lutego 1989 w St Asaph) – walijski piłkarz, który występował na pozycji lewego obrońcy. 
W latach 2010–2019 wielokrotny reprezentant Walii. Półfinalista Mistrzostw Europy w 2016 roku.
W swojej karierze występował w takich klubach jak: Swansea City, Aston Villa, Wrexam czy Middlesbrough.

## Kariera klubowa
Taylor zawodową karierę rozpoczynał w 2007 roku w Wrexhamie z League Two. W tych rozgrywkach zadebiutował 22 września 2007 roku w przegranym 1:2 pojedynku ze Stockport County. W 2008 roku spadł z zespołem do Conference National. We Wrexhamie spędził jeszcze 2 lata. Łącznie rozegrał tam 73 spotkania i zdobył 3 bramki.
W 2010 roku Taylor przeszedł do Swansea City z Championship. Pierwszy ligowy mecz zaliczył tam 21 sierpnia 2010 roku przeciwko Norwich City (0:2).
31 stycznia 2017 roku Taylor przeszedł do Aston Villi jako część zapłaty za Jordana Ayew.
18 listopada 2021 roku na zasadzie wolnego zawodnika przeszedł do angielskiego Middlesbrough.
1 lipca 2022 roku zakończył karierę.

## Kariera reprezentacyjna
Taylor był reprezentantem Walii U-17, U-19 oraz U-21. W pierwszej reprezentacji Walii zadebiutował 23 maja 2010 roku w przegranym 0:2 towarzyskim meczu z Chorwacją.
Uczestnik eliminacji do Mistrzostw Świata w 2014 roku.
Znalazł się w kadrze na Mistrzostwa Świata w 2016 roku. W fazie grupowej rozegrał wszystkie trzy mecze: wygranym spotkaniu przeciwko reprezentacji Słowacji (2:1), przegranym spotkaniu przeciwko reprezentacji Anglii (1:2) oraz wygranym spotkaniu przeciwko reprezentacji Rosji w której Taylor strzelił bramkę. (3:0).
Po wyjściu z grupy B, Walia natrafiła na reprezentacje Irlandii Północnej w meczu 1/8 finału. Mecz zakończył się zwycięstwem Waliijczyków wynikiem 1:0.
W ćwierćfinale zmierzyli się z reprezentacją Belgii, na stadionie Stade Pierre-Mauroy. Spotkanie zakończyło się zwycięstwem Walijczyków wynikiem 3:1.
W półfinale, reprezentacja Walii natrafiła na reprezentacje Portugalii na stadionie Groupama Stadium. Mecz zakończył się przegraną i odpadnięciem Wali z turnieju wynikiem 2:0.
Neil Taylor rozegrał wszystkie mecz na turnieju i łącznie zanotował jedną bramkę.
6 września 2019 roku rozegrał ostatni mecz w reprezentacji przeciwko reprezentacji Azerbejdżanu w eliminacjach do Mistrzostw Europy w 2020 roku. Spotkanie zakończyło się wynikiem 2:1 na konto Walijczyków. 